# 1738 w muzyce
Wydarzenia muzyczne w 1738 roku.

## Dzieła
- Georg Friedrich Händel – 6 koncertów organowych op.4
- Georg Friedrich Händel – Izrael w Egipcie (oratorium)
- Jan Dismas Zelenka – Miserere w c

## Dzieła operowe
- Georg Friedrich Händel – Serse (Kserkses)

## Urodzili się
- 17 kwietnia[a] – Philip Hayes, angielski kompozytor i organista (zm. 1797)
- 14 sierpnia – Leopold Hofmann, austriacki kompozytor, skrzypek i organista (zm. 1793)
- 14 grudnia – Jan Antonín Koželuh, czeski kompozytor (zm. 1814)

## Zmarli
- 17 stycznia – Jean-François Dandrieu, francuski kompozytor epoki baroku, organista i klawesynista (ur. 1682)
- 25 marca – Turlough O’Carolan, irlandzki kompozytor, harfista i poeta (ur. 1670)
- 23 września – Carlo Agostino Badia, włoski kompozytor operowy (ur. 1672)
- 20 grudnia – Jean-Joseph Mouret, francuski kompozytor (ur. 1682)